# MP3網誌
MP3網誌（MP3 blog）是網誌的一種。作者把音樂檔案（格式通常是MP3）在網誌上分享。因此又稱為音樂網誌或者音像網誌。從2003年開始音像網誌越來越受歡迎。可是當初很難找到音像文章而且只是侷限於某些主題或歌曲風格。2004年播客才開始誕生。由於錄音裝置的普及化，用家喜歡錄製自己的音像檔案，有些更發展為個人的電台節目。因此又稱為電台網誌。
第一個音像網誌是Fluxblog，創立於2003年初，內容主要是近代樂與流行音樂。

## 參看
- 播客
- Netlabel

## 外部連結
- Monkeyfilter MP3 Blog Listing
- Rolling Stone - The Music Blog Boom （页面存档备份，存于）